# Lepanthes giraldoi
Lepanthes giraldoi är en orkidéart som beskrevs av Carlyle August Luer. Lepanthes giraldoi ingår i släktet Lepanthes och familjen orkidéer. Inga underarter finns listade i Catalogue of Life.